# 哲尔菲·安德烈
哲尔菲·安德烈（匈牙利語：Győrfi Endre，1920年3月20日—1992年5月25日），匈牙利男子水球运动员。他曾代表匈牙利国家队参加1948年夏季奥林匹克运动会水球比赛，获得一枚银牌。